# Cenáculo da Fé
Cenáculo da Fé, ou Cenáculo Maior, é actualmente o maior edifício de uma Igreja Cristã já construído em Moçambique, com capacidade para mais de 3.000 pessoas, sito na Avenida 24 de Julho, número 3108, em Maputo, a capital do país.

## História
O edifício foi construído pela Igreja Universal do Reino de Deus, e sua inauguração contou com a presença de cerca de 70.000 pessoas, conforme informações da Polícia da República de Moçambique e Corpo de Salvação Pública (Bombeiros), tendo, na altura, sido registados dois mortos devido a asfixiamento, em 2011.  